# Classique de la musique
Le Classique de la musique (chinois traditionnel : 樂經 ; chinois simplifié : 乐经 ; pinyin : yuè jīng) est parfois considéré comme le sixième classique de la littérature chinoise, mais il fut brûlé lors d'un autodafé vers 213 av. J.-C. sous la dynastie Qin, par Qin Shi Huang et disparut de la liste des classiques au début de la dynastie Han.
Quelques fragments demeurent et peuvent être trouvés dans les autres anciens classiques chinois comme le Zuo Zhuan (左傳, zuǒ zhuàn) ou le Classique des rites (禮記 / 礼记, lǐjì) au chapitre 17.
Le classique de la musique était un texte confucéen et on pense qu'il était important pour l'interprétation du Classique des vers (詩經 / 诗经, shījīng), un autre des cinq classiques chinois.